# Bullguard Internet Security
Bullguard Internet Security — антивирусный комплекс от английской компании Bullguard. Программа совмещает в себе антивирус, сетевой экран и утилиту резервного копирования. Bullguard также предоставляет 5 ГБ места на собственном сервере для хранения резервных копий. В качестве антивирусного движка использован таковой от компании BitDefender и файрвол Outpost .

## Состав
Bullguard Internet Security состоит из следующих компонентов:
- антивирус и антишпион на движке BitDefender
- сетевой экран;
- фаервол от Outpost
- антиспам;
- утилита резервного копирования.
- родительский контроль
- оптимизация системы

Также комплекс защищает от фишинга, сканирует трафик IM-программ, таких как MSN, Yahoo и Skype. Антивирус оснащён особым «игровым режимом», при которым потребляется меньше системных ресурсов.

## Распространение
Стоимость Bullguard Internet Security составляет $69,95. Для загрузки доступна бесплатная 60-дневная версия.